# Ђовани Медичи
Ђовани Медичи (итал. Giovanni de' Medici, 6. априла 1498 – 30. новембра 1526), познат и као Ђовани од Црне банде (итал. Giovanni delle Bande Nere), био је последњи велики италијански кондотијер. Истакао се у италијанским ратовима.

## Живот и рад
Радећи као вођа слободних најамника - кондотијер - током италијанских ратова, када су се за доминацију у Италији бориле тадашње највеће европске силе, Свето Римско царство и Француска, Ђовани се придруживао час једној, час другој страни, према сопственим интересима. Он је двадестих година 16. века створио својим престижом Црне банде (итал. Bande Nere), најпознатију италијанску најамничку дружину. Његов одред имао је око 50 витезова са пуном опремом, 20 лаких коњаника и 2.000 пешака наоружаних аркебузама. Био је последњи значајнији италијански кондотијер.